# Episodi di Hello, Larry (prima stagione)
La prima stagione della sitcom Hello, Larry è stata trasmessa negli Stati Uniti dal 26 gennaio 1979 al 4 maggio 1979.
| N° | Titolo originale        | Prima TV USA     |
| -- | ----------------------- | ---------------- |
| 1  | How to Not To           | 26 gennaio 1979  |
| 2  | The New Kid             | 2 febbraio 1979  |
| 3  | The Final Papers        | 9 febbraio 1979  |
| 4  | The Hitchhiker          | 16 febbraio 1979 |
| 5  | Mother Morgan           | 23 febbraio 1979 |
| 6  | Ruthie's First Crush    | 2 marzo 1979     |
| 7  | Larry's First Date      | 9 marzo 1979     |
| 8  | Peer Pressure           | 16 marzo 1979    |
| 9  | Leona, the New Neighbor | 23 marzo 1979    |
| 10 | The Trip: Part 2        | 30 marzo 1979    |
| 11 | The Triangle            | 6 aprile 1979    |
| 12 | Larry's Bad Back        | 13 aprile 1979   |
| 13 | Rap with Ruthie         | 27 aprile 1979   |
| 14 | My Sister, the Criminal | 4 maggio 1979    |